# Baidakivka, Peatîhatkî
Baidakivka (în ucraineană Байдаківка) este localitatea de reședință a comunei Holodiivka din raionul Peatîhatkî, regiunea Dnipropetrovsk, Ucraina.

## Demografie
Componența lingvistică a localității Baidakivka
     Ucraineană (97,65%)
     Rusă (2,16%)
     Alte limbi (0,2%)
Conform recensământului din 2001, majoritatea populației localității Baidakivka era vorbitoare de ucraineană (97,65%), existând în minoritate și vorbitori de rusă (2,16%).